# Station Dudelange-Burange
Station Dudelange-Burange (Luxemburgs: Gare Diddeleng-Biereng) is een spoorwegstation in de plaats en gemeente Dudelange in Luxemburg
Het station ligt aan lijn 60, aan de zijtak Bettembourg - Volmerange-les-Mines. Het wordt beheerd door de Luxemburgse vervoerder CFL.
Het stationnetje is eigenlijk niet meer dan een eenvoudige halte, met één perron en daarop een abri. Mogelijkheden tot de aanschaf van een vervoerbewijs is er in het geheel niet. Reizen in de tweede klas van de trein is in heel Luxemburg nochtans gratis. Het station is in 1999 geopend, tegelijk met station Dudelange-Centre, om de nieuwbouwwijk Burange te ontsluiten. Door de opening van de twee stations kreeg het 'Dudelanger lokaallijntje' een S-bahn achtig karakter; de stations liggen dicht op elkaar en hebben weinig tot nagenoeg geen voorzieningen. De lijn is uitsluitend bedoeld om passagiers lokaal te vervoeren dan wel naar station Bettembourg te brengen, alwaar overgestapt kan worden op treinen in andere richtingen. Alleen in de ochtend- en avondspits worden de Dudelangse stations aangedaan door extra treinen die de route Luxemburg-Stad - Volmerange-les-Mines volledig afleggen.

## Treindienst
| Serie   | Treinsoort             | Route                                                  | Bijzonderheden             |
| ------- | ---------------------- | ------------------------------------------------------ | -------------------------- |
| RE 6500 | Regional-Express (CFL) | Luxemburg – Dudelange-Burange – Volmerange-les-Mines   | Rijdt alleen op werkdagen. |
| RB 6000 | Regionalbahn (CFL)     | Bettembourg – Dudelange-Burange – Dudelange-Usines     | Rijdt alleen op zondag.    |
| RB 6100 | Regionalbahn (CFL)     | Bettembourg – Dudelange-Burange – Volmerange-les-Mines | Rijdt niet op zondag.      |

CFL Lijn 6 en 6a:
Luxemburg · Luxembourg-Howald · Howald · Fentange · Berchem · Bettembourg · Noertzange · Schifflange · Esch-sur-Alzette · Belval-Université · Belval-Lycée · Belval-Rédange · Belvaux-Soleuvre · Oberkorn · Differdange · Niederkorn · Pétange · Lamadeleine · Rodange 

CFL Lijn 6b: Bettembourg · Dudelange-Burange · Dudelange-Ville · Dudelange-Centre · Dudelange-Usines · Volmerange-les-Mines

CFL Lijn 6c: Noertzange · Kayl · Tétange · Rumelange · Rumelange-Ottange

CFL Lijn 6e: Esch-sur-Alzette · La Hoehl · Audun-le-Tiche
Zie ook: CFL Lijn 1 · CFL Lijn 2 · CFL Lijn 3 · CFL Lijn 4 · CFL Lijn 5 · CFL Lijn 7